# 파라콤팩트 공간
일반위상수학에서 파라콤팩트 공간(paracompact空間, 영어: paracompact space)은 단위 분할의 존재를 증명하기 위하여 필요한, 콤팩트 공간의 개념의 일반화이다.  수학에서 흔히 사용되는 대부분의 공간은 파라콤팩트 공간이며, 파라콤팩트성을 가정하면 단위 분할을 통해 해석학적 구조를 쉽게 정의할 수 있다.

## 정의
위상 공간 {\displaystyle X} 위의 집합족 {\displaystyle \{U_{i}\}_{i\in I}}가 주어졌다고 하자. 만약 다음 조건을 만족시키는 열린 덮개 {\displaystyle \{V_{j}\}_{j\in J}}가 존재한다면, {\displaystyle \{U_{i}\}_{i\in I}}를 국소 유한 집합족(영어: locally finite family of sets)이라고 한다.:68
- 임의의 {\displaystyle j\in J}에 대하여, {\displaystyle \{i\in I\colon U_{i}\cap V_{j}\neq \varnothing \}}는 유한 집합이다.

즉, 국소 유한 집합족은 모든 점에서 유한 개의 집합족 원소들과 겹치는 근방을 잡을 수 있는 집합족이다.
위상 공간 {\displaystyle X} 위의 임의의 열린 덮개에 대하여 국소 유한 열린 덮개인 세분을 찾을 수 있다면, {\displaystyle X}를 파라콤팩트 공간이라고 한다.:68

### 메타콤팩트 공간
파라콤팩트 공간의 정의를 변형시켜 다음과 같은 개념들을 정의할 수 있다.
- 메조콤팩트 공간(영어: mesocompact space)
- 메타콤팩트 공간(영어: metacompact space)
- 직교 콤팩트 공간(直交-, 영어: orthocompact space)

위상 공간 {\displaystyle X}의 집합족 {\displaystyle \{U_{i}\}_{i\in I}}가 다음 조건을 만족시키면, 콤팩트 유한 집합족(compact有限-, 영어: compact-finite family of sets)이라고 한다.:23
- 임의의 콤팩트 집합 {\displaystyle K\subseteq X}에 대하여, {\displaystyle \{i\in I\colon K\cap U_{i}\neq \varnothing \}}는 유한 집합이다.

즉, 콤팩트 유한 집합족은 모든 콤팩트 집합이 유한 개의 집합족 원소와 만나는 집합족이다.
위상 공간 {\displaystyle X}의 집합족 {\displaystyle \{U_{i}\}_{i\in I}}가 다음 조건을 만족시키면, 점 유한 집합족(點有限-, 영어: point-finite family of sets)이라고 한다.
- 임의의 {\displaystyle x\in X}에 대하여, {\displaystyle \{i\in I\colon x\in U_{i}\}}는 유한 집합이다.

즉, 점 유한 집합족은 모든 점이 유한 개의 집합족 원소에만 포함되는 집합족이다.
위상 공간 {\displaystyle X}의 열린집합들의 집합족 {\displaystyle \{U_{i}\}_{i\in I}}가 다음 조건을 만족시키면, 내부 보존 집합족(內部保存-, 영어: interior-preserving family of sets)이라고 한다.
- 임의의 {\displaystyle x\in X}에 대하여, {\displaystyle \bigcap \{U_{i}\colon i\in I,\,x\in U_{i}\}}는 열린집합이다.

이 개념들로부터, 다음과 같은 꼴의 정의를 내릴 수 있다.
위상 공간 {\displaystyle X} 위의 임의의 열린 덮개가 조건 P를 만족시키는 열린 세분을 갖는다면, {\displaystyle X}를 ~ 공간이라고 한다.
이 정의들은 다음과 같다.
| 개념             | 세분의 조건               |
| ---------------- | ------------------------- |
| 파라콤팩트 공간  | 국소 유한 열린 덮개       |
| 메조콤팩트 공간  | 콤팩트 유한 열린 덮개:200 |
| 메타콤팩트 공간  | 점 유한 열린 덮개         |
| 직교 콤팩트 공간 | 내부 보존 열린 덮개       |

### 가산 파라콤팩트 공간
파라콤팩트·메조콤팩트·메타콤팩트·직교 콤팩트 공간의 정의에서, “임의의 열린 덮개”를 “가산 열린 덮개”로 약화시키면
- 가산 파라콤팩트 공간(영어: countably paracompact space)
- 가산 메조콤팩트 공간(영어: countably mesocompact space)
- 가산 메타콤팩트 공간(영어: countably metacompact space)
- 가산 직교 콤팩트 공간(영어: countably orthoparacompact space)

의 개념을 얻는다. 예를 들어, 가산 파라콤팩트 공간은 모든 가산 열린 덮개가 국소 유한 열린 덮개인 세분을 갖는 위상 공간이다.

## 성질
~콤팩트 공간과 콤팩트 공간의 곱공간에 대하여 다음이 성립한다.
- 콤팩트 공간과 파라콤팩트 공간의 곱공간은 파라콤팩트 공간이다.[4]:260
- 콤팩트 공간과 메조콤팩트 공간의 곱공간은 메조콤팩트 공간이다.
- 콤팩트 공간과 메타콤팩트 공간의 곱공간은 메타콤팩트 공간이다.
- 콤팩트 공간과 가산 파라콤팩트 공간의 곱공간은 가산 파라콤팩트 공간이다.[5]:159, 21A.3

그러나 직교 콤팩트 공간의 경우 이러한 꼴의 정리가 성립하지 않는다. 이에 대한 부분적인 결과인 스콧 정리(영어: Scott’s theorem)에 따르면, 임의의 직교 콤팩트 공간 {\displaystyle X}에 대하여 다음 두 조건이 서로 동치이다.
- {\displaystyle X\times [0,1]}은 직교 콤팩트 공간이다.
- {\displaystyle X}는 가산 메타콤팩트 공간이다.

또한, ~콤팩트 공간의 닫힌집합에 대하여 다음이 성립한다.
- 파라콤팩트 공간의 닫힌집합은 파라콤팩트 공간이다.[4]:254
- 메조콤팩트 공간의 닫힌집합은 메조콤팩트 공간이다.
- 메타콤팩트 공간의 닫힌집합은 메타콤팩트 공간이다.
- 직교 콤팩트 공간의 닫힌집합은 직교 콤팩트 공간이다.
- 가산 파라콤팩트 공간의 닫힌집합은 가산 파라콤팩트 공간이다.[5]:159, 21A.2

한편, 일반적으로 파라콤팩트 공간의 임의의 부분공간은 파라콤팩트 공간이 되지 않으므로 파라콤팩트성은 유전적 성질이 아니다. 또한, 콤팩트 공간들을 모으면 티호노프 정리에 의해 그 곱공간 역시 콤팩트 공간이 되는 것과는 다르게, 파라콤팩트 공간의 임의의 곱공간은 파라콤팩트 공간이 되지 않는다.:253

### 콤팩트성과의 관계
다음과 같은 포함 관계가 성립한다.
| 콤팩트 공간      | → | 파라콤팩트 공간      | → | 메조콤팩트 공간      | → | 메타콤팩트 공간      | → | 직교 콤팩트 공간      |
| ↓                |   | ↓                    |   | ↓                    |   | ↓                    |   | ↓                     |
| 가산 콤팩트 공간 | → | 가산 파라콤팩트 공간 | → | 가산 메조콤팩트 공간 | → | 가산 메타콤팩트 공간 | → | 가산 직교 콤팩트 공간 |
이 밖에도, 다음과 같은 함의 관계가 성립한다.
- 파라콤팩트 희박 콤팩트 공간은 콤팩트 공간이다.
- 메타콤팩트 가산 콤팩트 공간은 콤팩트 공간이다.
- 파라콤팩트 정칙 공간은 준파라콤팩트 공간이다.
- 모든 열린 덮개가 국소 유한 세분을 갖는 정칙 공간은 파라콤팩트 공간이다.
- (모리타 정리 영어: Morita’s theorem) 정칙 린델뢰프 공간은 파라콤팩트 공간이다.[4]:257[7] 특히, 모든 국소 콤팩트 하우스도르프 제2 가산 공간은 파라콤팩트 공간이다. 반대로, 가산 강하향 반사슬 조건을 만족시키는 파라콤팩트 공간은 린델뢰프 공간이다. 특히, 분해 가능 파라콤팩트 공간은 린델뢰프 공간이다.
- 국소 콤팩트 연결 위상군은 파라콤팩트 공간이다.[4]:261
- 완전 정규 공간은 가산 파라콤팩트 공간이다.[5]:159, 21A.1
- 순서 위상을 갖춘 전순서 집합의 임의의 부분 집합은 직교 콤팩트 공간이자 가산 파라콤팩트 공간이다.[8]:17
- 순서 위상을 갖춘 전순서 집합이 메타콤팩트 공간이라면, 파라콤팩트 공간이다.[9]:199, Theorem 1

### 파라콤팩트 하우스도르프 공간
파라콤팩트 공간에 하우스도르프 공간의 조건을 추가하면, 여러 유용한 성질들이 성립한다. (이 때문에, 일부 문헌에서는 모든 파라콤팩트 공간이 하우스도르프 공간이 되게 정의한다.) 이 가운데 가장 중요한 것인 디외도네 정리(영어: Dieudonne’s theorem)에 따르면, 모든 파라콤팩트 하우스도르프 공간은 정규 공간이다.:253
모리타 정리와 디외도네 정리로부터, 하우스도르프 린델뢰프 공간에 대하여 다음 조건들이 서로 동치임을 알 수 있다.
- 정칙 공간이다.
- 정규 공간이다.
- 파라콤팩트 공간이다.

하우스도르프 공간에 대하여, 다음 조건들이 서로 동치이다.
- 파라콤팩트 공간이다.
- 임의의 열린 덮개에 대하여, 이에 종속되는 단위 분할이 존재한다.
- 모든 열린 덮개는 열린 성형 세분을 갖는다.[5]:151, Corollary 20.15
- 모든 열린 덮개는 열린 무게 중심 세분을 갖는다.[5]:149, Theorem 20.14

따라서, 파라콤팩트성은 미분기하학에서 핵심적인 단위 분할의 개념과 밀접하게 연관되어 있다.
또한, 스미르노프 거리화 정리에 따르면, 임의의 위상 공간에 대하여 다음 두 조건이 서로 동치이다.:261
- 파라콤팩트 하우스도르프 국소 거리화 가능 공간이다.
- 거리화 가능 공간이다.

따라서, 파라콤팩트 공간의 개념은 거리화 가능성과 밀접하게 연관되어 있다. 특히, 모든 거리 공간은 파라콤팩트 공간이다.
이 밖에도, 파라콤팩트 하우스도르프 공간에 대하여 다음이 성립한다.
- 완전 사상(영어: perfect map) {\displaystyle f\colon X\to Y}에 대하여, {\displaystyle Y}가 파라콤팩트 공간일 때 {\displaystyle X}도 파라콤팩트 공간이다.[4]:260, Exercise 8.(a) 닫힌 연속 함수 {\displaystyle f\colon X\to Y}에 대하여, {\displaystyle X}가 파라콤팩트 하우스도르프 공간일 때 {\displaystyle f(X)} 역시 파라콤팩트 하우스도르프 공간이다.[10]:823, Corollary 1[5]:148, Theorem 20.12.(b)[4]:260, Exercise 8.(b)
- 완전 사상(영어: perfect map) {\displaystyle f\colon X\to Y}에 대하여, {\displaystyle Y}가 메타콤팩트 하우스도르프 공간일 때 {\displaystyle X}도 메타콤팩트 하우스도르프 공간이다.[11]:329, Exercise 5.3.H 닫힌 연속 함수 {\displaystyle f\colon X\to Y}에 대하여, 만약 {\displaystyle X}가 메타콤팩트 하우스도르프 공간이며, {\displaystyle Y}가 하우스도르프 공간일 때, {\displaystyle f(X)} 역시 메타콤팩트 하우스도르프 공간이다.[11]:325, Theorem 5.3.7
- 정규 하우스도르프 공간의 유한 개 파라콤팩트 닫힌집합들의 합집합 역시 파라콤팩트 집합이다.[4]:260
- 정규 하우스도르프 공간 {\displaystyle X} 속의 가산 개 파라콤팩트 닫힌집합들의 내부가 이루는 집합족이 {\displaystyle X}의 덮개를 이룰 때, 그 합집합 역시 파라콤팩트 집합이다.[4]:260

## 예
긴 직선은 국소 콤팩트 하우스도르프 공간이지만, 파라콤팩트 공간이 아니다.
조르겐프라이 직선은 파라콤팩트 공간이지만, 두 조르겐프라이 직선의 곱공간은 파라콤팩트 공간이 아니다.

## 역사
1940년에 존 윌더 튜키(영어: John Wilder Tukey)는 "완전 정규 공간"(영어: fully normal space)이라는 개념을 정의하였다.:165 1944년에 프랑스의 수학자 장 디외도네는 파라콤팩트 공간의 개념을 정의하였다.:165 1948년에 아서 해럴드 스톤(영어: Arthur Harold Stone)은 완전 정규 공간의 개념과 파라콤팩트 공간의 개념이 (하우스도르프 조건 아래) 서로 동치임을 증명하였다.:165
모리타 정리는 모리타 기이치가 1948년에 증명하였다.:165

## 참고 문헌
1. 1 2  조용승 (2010). 《위상수학》. 경문사.
2. ↑  Pearl, Elliott (2007). 《Open Problems in Topology II》 (영어). Elsevier. ISBN 0-444-52208-5.
3. ↑  Hart, K.P.; Nagata, J.; Vaughan, J.E. (2004). 《Encyclopedia of General Topology》 (영어). Elsevier. ISBN 0-444-50355-2.
4. 1 2 3 4 5 6 7 8 9 10 11  Munkres, James R. (2000). 《Topology》 (영어) 2판. Prentice Hall. ISBN 978-0-13-181629-9. MR 0464128. Zbl 0951.54001.
5. 1 2 3 4 5 6  Willard, Stephen (1970). 《General topology》. Addison-Wesley Series in Mathematics (영어). Reading, Massachusetts; Menlo Park, California; London; Don Mills, Ontario: Addison-Wesley. ISBN 978-0-201-08707-9. MR 0264581. Zbl 0205.26601.
6. ↑  B.M. Scott, "Towards a product theory for orthocompactness", Studies in Topology, N.M. Stavrakas and K.R. Allen, eds (1975), p.517–537.
7. 1 2  Morita, Kiiti (1948). “Star-finite coverings and the  star-finite property”. 《Mathematica Japonicae》 (영어) 1: 60-68. Zbl 0041.09704.
8. ↑  Künzi, Hans-Peter A. (1987). “Kelley’s conjecture and preorthocompactness”. 《Topology and its Applications》 (영어) 26 (1): 13–23. doi:10.1016/0166-8641(87)90022-8. ISSN 0166-8641. MR 0893800. Zbl 0623.54012.
9. ↑  Gulden, S. L.; Fleischman, W. M. (1970). “Linearly ordered topological spaces”. 《Proceedings of the American Mathematical Society》 (영어) 24: 197–203. doi:10.2307/2036727. ISSN 0002-9939. MR 0250272. Zbl 0203.55104.
10. ↑  Michael, Ernest (1957). “Another note on paracompact spaces”. 《Proceedings of the American Mathematical Society》 (영어) 8: 822–828. doi:10.2307/2033306. ISSN 0002-9939. MR 0087079. Zbl 0078.14805.
11. 1 2  Engelking, Ryszard (1989). 《General topology》. Sigma Series in Pure Mathematics (영어) 6 개정 완결판. Berlin: Heldermann Verlag. ISBN 3-88538-006-4. MR 1039321. Zbl 0684.54001.
12. ↑  Tukey, John W. (1940). “Convergence and Uniformity in Topology”. Annals of Mathematics Studies (영어) 2. Princeton University Press. MR 0002515.
13. 1 2 3 4  Steen, Lynn Arthur; Seebach, J. Arthur, Jr. (1978). 《Counterexamples in topology》 (영어) 2판. Springer. doi:10.1007/978-1-4612-6290-9. ISBN 978-0-387-90312-5. MR 507446. Zbl 0386.54001.
14. ↑  Dieudonné, Jean (1944). “Une généralisation des espaces compacts”. 《Journal de mathématiques pures et appliquées (neuvième série)》 (프랑스어) 23: 65–76. ISSN 0021-7824. MR 0013297.
15. ↑  Stone, A. H. (1948년 10월). “Paracompactness and product spaces” (영어) 54 (10). doi:10.1090/S0002-9904-1948-09118-2. ISSN 0273-0979. MR 0026802. Zbl 0032.31403.

- Fletcher, P.; Lindgren, W. F. (1982). 《Quasi-uniform spaces》 (영어). Marcel Dekker. ISBN 0-8247-1839-9.